# Srednekolymsk
Srednekolymsk (ryska Среднеколы́мск, jakutiska Орто Халыма) är en stad i delrepubliken Sacha i Ryssland. Folkmängden uppgår till cirka 3 500 invånare.